# 自衛隊逮捕術
自衛隊逮捕術（じえいたいたいほじゅつ）は、自衛隊の警務官・警務官補が特別司法警察職員として職務を行うために研究・開発された逮捕術のこと。
基本的には警察の逮捕術に準じた内容であり、共通する術技や技術も多いが、相手が近接格闘の訓練を受けた自衛官や外国の軍人であることを想定し、速効性・威力に重点が置かれている。
自衛隊格闘術との違いは、相手を倒すことではなく相手を効果的に取り押さえることであり、自分も相手も怪我をしないのが理想であるとされている。
なお、自衛隊逮捕術では芦原英幸から指導を受けたトンファー型特殊警棒を採用していたことがある。